# Milagre (álbum de Fernanda Brum)
"Milagre" é o décimo-sétimo álbum de Fernanda Brum, sendo seu terceiro álbum na Sony Music e o décimo-quarto álbum de estúdio da cantora.
O álbum reflete momentos desafiadores vivenciados por Fernanda Brum e sua família, especialmente o diagnóstico de leucemia de seu esposo, Emerson Pinheiro.

## Lançamento e Repercussão
O álbum foi gravado nos Estados Unidos pela Full Sail, o primeiro single chamado de "Enquanto Dói" foi lançado dia 10 de dezembro e em 1 dia alcançou a marca de 100 mil visualizações, o segundo single lançado dia 14 de janeiro intitulado "Lamparina", em 1 dia o clipe conseguiu 100 mil visualizações, o terceiro single lançando foi "Único" em 11 fevereiro, e em março o álbum foi lançado completo com um total de 11 faixas. 11 de março foi anunciado o lançamento do álbum completo pro dia 18 de março, com um pequeno teaser de cenas dos clipes do álbum, e um pré-save anunciando a capa do álbum no Spotify.
Após o sucesso dos singles “Enquanto Dói”, “Lamparina” e “Único”, Fernanda Brum lança seu aguardado álbum completo, “Milagre”. O projeto, composto por 11 faixas, sendo 8 inéditas e 3 releituras, é uma jornada espiritual que busca inspirar e renovar a alma dos ouvintes.
| “ | Esse álbum carrega muito da minha história, de momentos em que eu clamei por respostas e precisei crer em Deus mesmo sem entender o processo. Canções que nasceram em meio a lágrimas, oração e muita esperança. Agora, elas vão alcançar o coração de muitas pessoas que também precisam de um ‘Milagre'. | ” |

Cada música do álbum convida o ouvinte a refletir sobre o amor de Deus e a expectativa pela volta de Jesus. Fernanda transmite uma mensagem de esperança e fé, lembrando que, mesmo nos momentos difíceis, é possível encontrar consolo e força no Senhor.
A expectativa para esse lançamento é grande! Com o álbum completo, as pessoas vão poder entender a história do álbum, o porquê do nome ‘Milagre’. Cada uma dessas músicas carrega um pedacinho do que vivi com Deus nesse tempo. Minha oração é para que essas canções sejam resposta de Deus para sua vida, assim como foram para mim enquanto eu escrevia e gravava cada uma delas— Fernanda Brum
O álbum estreou com 11 faixas e 3 releituras incluindo a faixa de trabalho "A Noiva", o álbum completo lançado dia 18 de março de 2025 foi capa da playlist "Novidades Religiosas" no Spotify.

## Antecedentes e Produção
O álbum foi produzido e arranjado por Emerson Pinheiro, trazendo Deddy Coutinho como diretor vocal. O projeto foi gravado em outubro de 2024  nos Estados Unidos, nos estúdios da Full Sail, mesmo estúdio onde foram gravados os projetos Terceiro Céu e Águas Profundas, últimos lançamentos da cantora antes de assinar com a gravadora Sony Music.
Enquanto a cantora estava nos Estados Unidos, ela revelou a gravação através de um vídeo para o Instagram ensaiando uma das canções do álbum. No decorrer das gravações, a cantora revelou alguns trechos de canções que estará no álbum, confirmando que "Único", sucesso da banda Fhop Music, e "Clama Ana", gravado anteriormente por Emerson Pinheiro.
Em janeiro de 2025 numa entrevista para o Comunhão a cantora Fernanda Brum revelou que seu marido Emerson Pinheiro está com Leucemia linfocítica crónica.
“Nós temos vivido tempos difíceis aqui em casa, com o Emerson com diagnóstico de leucemia”, desabafou em entrevista à revista Comunhão. Das leucemias, [a LLC] é a menos grave, mas tem sido um tempo que a gente espera por um milagre muito grande”.
— Fernanda Brum

Ela também contou detalhes de seu novo álbum, “Milagre”.  
| “ | “O álbum inteiro foi inspirado no milagre e na adoração. É um álbum para orarmos, receber, viver e experimentar milagres em diversas situações: no CTI, no hospital, em casa, na família. Tenho certeza de que será muito especial compartilhar esses momentos com vocês e viver os milagres de cada um”, afirmou. | ” |

A matéria foi republicada por vários jornais grandes como Billboard Brasil, Metrópoles, Caras entre outras.

## Recepção da Crítica
| Críticas profissionais | Críticas profissionais |
| Avaliações da crítica  | Avaliações da crítica  |
| Fonte                  | Avaliação              |
| ---------------------- | ---------------------- |
| Super Gospel"          | (favorável)            |

Milagre recebeu críticas positivas da mídia especializada. Roberto, do Super Gospel descreve o 'Milagre' como um álbum que reflete a maturidade artística da cantora, com letras sinceras e arranjos cuidadosamente elaborados, segundo ele, o projeto oferece uma experiência de adoração e reflexão profunda.
É um disco que fala com a Igreja, mas também com a alma do indivíduo. Um projeto assinado com a estética profética brasileira que Fernanda sempre representou.— Roberto Azevedo - Super Gospel
Na análise também afirma que o repertório alterna entre o profético e o pessoal, entre o coletivo e o íntimo, com destaque a faixa "Enquanto Dói".

## Desempenho Comercial
O primeiro single "Enquanto Dói" em 1 dia o clipe conseguiu 100 mil visualizações, e em 1 semana de lançamento já tinha 600 mil visualizações, 'Enquanto Dói' alcançou o topo das rádios gospel como a Super Gospel. O clipe de "Lamparina" chegou a 1 milhão de visualizações antes da estreia do álbum. O clipe de "Único" chegou a 500 mil visualizações em 10 dias, com números diário chegando a mais de 100 mil visualizações, e em menos de 20 dias o clipe chegou a 1 milhão de visualizações, a canção estreou em quinto lugar na Super Gospel. As canções não-singles tiverem ótimos desempenhos, Tua Presença foi a primeira a atingir 100 mil em pouco tempo de lançamento, O Nardo alcançou o topo das rádios, principalmente da Super Gospel, ficando meses no Top 10.

## Conceito

### Título
A cantora gospel e pastora Fernanda Brum compartilhou os desafios e experiências que a levaram a lançar seu novo álbum, Milagres. De acordo com ela, as novas canções nasceram como resultado do período que sua família tem enfrentado após o diagnóstico de leucemia de seu esposo, o pastor e músico Emerson Pinheiro.
| “ | O novo álbum se chama Milagres, porque temos vivido um tempo muito difícil aqui em casa. Apesar de ser um tipo menos agressivo de leucemia, o diagnóstico do Emerson tem sido um grande desafio. Estamos esperando por um milagre | ” |

revelou Fernanda, em entrevista ao portal Comunhão.

### Capa
Em seu Instagram, a cantora revelou a capa do álbum junto com o conceito que ela trás.
| “ | A capa do MILAGRE é muito mais do que uma imagem bonita, ela carrega um propósito. O fundo, que lembra o deserto, representa o lugar onde a gente aprende a confiar em Deus, mesmo sem entender. O lugar onde passamos por um processo, onde a nossa fé é provada, mas também onde o milagre acontece! A cor âmbar é uma cor quente associada a confiança, segurança e ousadia. E é disso que precisamos para seguir apesar da dor, do tempo de espera. Que ao ouvir esse álbum você seja cheia de coragem para se levantar com ousadia e viver tudo o que Deus tem pra sua vida. | ” |

A foto do álbum foi de responsabilidade de Marcos Avlis, e a capa foi assinada por Leandro Filho.

## Sobre o álbum
No Instagram ela ressalta o significado do álbum.
| “ | A essência desse projeto é sobre milagres. Ao longo da minha história, vivi muitos milagres. Hoje temos grandes desafios pela frente, mas também sei que, eu e minha família, viveremos experiências transformadoras e sobrenaturais. Sobre esse álbum, eu tenho certeza que será marcante, porque já tem feito diferença na minha vida pessoal. Tem me tocado e tratado meu coração. Posso afirmar que ele é único e muito especial; eu tenho usado para orar e adorar no meu a sós com Deus. | ” |

O álbum é composto por um time de 14 compositores, Fernanda Brum, Emerson Pinheiro, Eyshila, Livingston Farias, Bob Jonathan, Geferson Kleiton, Gideoni, Juliana Oliveira, Ronald Fonseca, Luiz Arcanjo, Dedy Coutinho, Pastor Lucas, Stefano Moraes e Marco Telles, Fernanda compôs 5 canções para o álbum.
| “ | Mais do que um lançamento, este álbum já tem transformado minha vida, ministrando ao meu coração de uma maneira muito profunda. Estou imensamente feliz com ele e ansiosa para ver o que Deus fará através dessas canções na vida de vocês. | ” |

## Alinhamento de Faixas
Lista com as faixas, de acordo com o perfil no Spotify da cantora:
| N.º            | Título                | Compositor(es)                                                           | Duração |  |
| 1.             | "Tua Presença"        | Abdiel Arsenio                                                           | 04:41   |  |
| 2.             | "Clama Ana"           | Livingston Farias                                                        | 03:46   |  |
| 3.             | "O Nardo"             | Ronald Fonseca e Luiz Arcanjo                                            | 05:18   |  |
| 4.             | "Lamparina"           | Fernanda Brum e Dedy Coutinho                                            | 04:08   |  |
| 5.             | "Enquanto Dói"        | Fernanda Brum, Bob Jonathan, Geferson Kleiton, Gideoni, Juliana Oliveira | 04:00   |  |
| 6.             | "A Noiva"             | Fernanda Brum, Bob Jonathan, Geferson Kleiton, Gideoni, Juliana Oliveira | 03:57   |  |
| 7.             | "Vou Profetizar"      | Pastor Lucas e Stefano de Moraes                                         | 03:56   |  |
| 8.             | "Me Renova Outra Vez" | Fernanda Brum e Dedy Coutinho                                            | 04:02   |  |
| 9.             | "Milagre"             | Fernanda Brum, Emerson Pinheiro e Eyshila                                | 05:04   |  |
| 10.            | "Tua Face"            | Dedy Coutinho                                                            | 04:05   |  |
| 11.            | "Único"               | Marco Telles                                                             | 05:39   |  |
| Duração total: | Duração total:        | Duração total:                                                           | 48:36   |  |

## Videoclipes
| Música       | Lançamento              |
| ------------ | ----------------------- |
| Enquanto Dói | 11 de dezembro de 2024  |
| Lamparina    | 15 de janeiro de 2025   |
| Único        | 12 de fevereiro de 2025 |
| A Noiva      | 19 de março de 2025     |

## Ficha Técnica
Todo o processo de elaboração de "Milagre" atribui os seguintes créditos:
- Produção musical e arranjos: Emerson Pinheiro
- Arranjos, pianos e teclados nas músicas "Enquanto Dói", "A Noiva", "Milagre", "Clama Ana" e "Tua Presença": Emerson Pinheiro
- Arranjos e teclados adicionais nas músicas "Lamparina", "Tua Face", "Me Renova Outra Vez": Dedy Coutinho
- Arranjo e teclados na música "Único": Kaio Lopes
- Arranjo e teclados na música "Vou Profetizar": Rafael Moraes
- Guitarras e Violões: Duda Andrade
- Baixo: Marcus Salles
- Bateria: Valmir Bessa

- Vocais: Adelso Freire, Dedy Coutinho e Duda Matheus
- Produção vocal: Dedy Coutinho
- Programações e teclados adicionais: Emerson Pinheiro e Rafael Moraes
- Gravado e Mixado por Darren Schenider
- Engenheiros Assistentes: Douglas, Meredith
- Gravado e mixado na Full Sail University
- Produção Artística: Rebeca Kessler
- Design: Leandro Filho
- Foto (Capa): Marcos Avlis

- Produção executiva: Sony Music
- Presidente: Paulo Junqueiro
- Vice-Presidente A&R: Bruno Batista
- Gerente A&R: Karina Martins
- Especialista A&R: Marcella Oliveira
- A&R Audiovisual: Luna Berbert
- Analista A&R Audiovisual: Luiza Catalani
- Vice-Presidente de Marketing e Promoção: Cristiane Simões
- Gerente de Marketing: Daniela Rabello
- Analista Sr de Marketing: Ana Júlia Martins

## Históricos de lançamentos
| País  | Data                | Formato(s)                 | Versão | Gravadora | Ref.  |
| ----- | ------------------- | -------------------------- | ------ | --------- | ----- |
| Mundo | 18 de março de 2025 | Download digital streaming | Padrão | Sony      | [ 1 ] |